# Репортери надії в Україні
Конкурс «Репортери надії в Україні» — конкурс для журналістів, які своїм пером і словом несуть свідчення надії в український інформаційний простір. Це конкурс на найкращу статтю, репортаж або програму, яка є «інформацією-носієм рішень» (інформація, яка не лише представляє важливі питання сучасного суспільства, а й дає на них конкретні відповіді і показує шляхи вирішення проблем та спонукає людей до дій).
До участі в конкурсі запрошуються штатні та позаштатні кореспонденти українських друкованих та електронних ЗМІ, телебачення і радіо, які мають чи не мають професійне посвідчення та чиї матеріали відповідають вимогам конкурсу.

## Історія
У Парижі 2003 року було створено Асоціацію «Репортери надії» («Reporters d'Espoirs»). Ініціаторами проекту є Роні Броман, який створив міжнародну організацію «Лікарі без кордонів» та міністр закордонних справ Франції Бернар Кушнер. Сам конкурс почали проводити у 2004 році. Цього ж року організатори видали перший журнал «Репортери надії», а згодом видали DVD найкращих репортажів. У 2007 року було створено прес-агентство. Конкурс у Франції зазнав великої популярності, над ним працюють дуже відомі люди, серед яких лауреат Нобелівської премії миру Мухаммад Юнус.
Вперше конкурс «Репортери надії в Україні» відбувся в Україні у 2009 році і запровадив якісно нову ініціативу в українському медіапросторі. У ньому взяло участь 714 конкурсних робіт з усіх областей України та відзначено найкращі журналістські роботи преміями, призами та дипломами.

## Мета
Мета конкурсу — долати апатію та байдужість у суспільстві, наголошувати на корисних та тривалих ініціативах в економіці, культурі, релігії та у суспільстві загалом.

## Завдання конкурсу
- заохотити журналістів до написання цікавих матеріалів, які не тільки висвітлюють проблеми, а й подають шляхи їх вирішення
- спонукати кожного українського читача/слухача/глядача не бути пасивним споживачем, а впливати на інформаційний простір
- підняти в українському суспільстві нові вимоги щодо якості медіа-продуктів, дотримання журналістами професійної етики і поваги до кожної особистості

## Організатор конкурсу
Інститут екуменічних студій Українського католицького університету за підтримки французької асоціації «Репортери надії». Конкурс створено на зразок подібного проекту, який вже шість років успішно реалізується у Франції. В Україні над проектом працюють студенти Магістерської програми екуменічних наук Інституту екуменічних студій Українського католицького університету.

## Конкурсні матеріали
Для участі в конкурсі приймаються матеріали, що містять «інформацію-носій рішень», показані, озвучені, опубліковані у будь-яких українських засобах масової інформації (українською або російською мовою) та розміщені в електронних ЗМІ в період з 7 червня 2012 року по 7 червня 2013 року і відповідають наступним критеріям:
- повага до особистості кожної людини
- доступність для розуміння широкого кола людей
- сприяння подоланню концептуалізму на основі дослідження конкретного прикладу
- креативність і динаміка у викладі матеріалу
- достовірність викладених фактів
- резонансність теми
- виконують виховну та просвітницьку функцію
- містять конкретні рішення проблем
- базуються на моральних цінностях та журналістській етиці
- дають конкретні відповіді на актуальні питання світового, національного чи місцевого значення
- передають складність і комплексність певного феномену та різні підходи для його сприйняття
- для розуміння широкого кола людей

Тематичні напрямки конкурсних робіт:
- Суспільство
- Економіка
- Культура
- Релігія

Категорії конкурсних робіт:
- відео
- аудіо
- публікація в пресі чи Інтернеті

Роботи на конкурс можуть подавати як автори, так і читачі (глядачі/слухачі). Також студенти здійснюють моніторинг українського медіа-простору і відбирають матеріали, які відповідають критеріям і умовам конкурсу.
Конкурсні матеріали оцінює експертне журі, до складу якого входять відомі українські журналісти.